# (32857) 1992 UG6
1992 يو جي 6 (ويعرف أيضًا باسم (32857) 1992 يو جي 6 وفق تسمية الكوكب الصغير) (بالإنجليزية: 1992 UG6)‏ هو كويكب ضمن حزام الكويكبات؛ وترتيبه 32857 من حيث الاكتشاف.
اكتُشف هذا الجُرم الفلكي بواسطة Nobuhiro Kawasato ‏ في 31 أكتوبر 1992.

## وصلات خارجية
- (32857) 1992 UG6 في قاعدة بيانات مختبر الدفع النفاث لأجرام النظام الشمسي الصغيرة

- الاكتشاف · مخطط المدار ·  العناصر المدارية · المعلمات المادية

- (32857) 1992 UG6 على موقع ويكي سكاي: DSS2, SDSS, GALEX, IRAS, Hydrogen α, X-Ray, Astrophoto, Sky Map, Articles and images